# Provincia di Jerada
La provincia di Jerada è una delle province del Marocco, parte della Regione Orientale.

## Geografia antropica

### Suddivisioni amministrative
La provincia di Jerada conta 3 municipalità e 10 comuni:

#### Municipalità
- Ain Bni Mathar
- Jerada
- Touissit

#### Comuni
- Bni Mathar
- Gafait
- Laaouinate
- Lebkhata
- Mrija
- Oulad Ghziyel
- Oulad Sidi Abdelhakem
- Ras Asfour
- Sidi Boubker
- Tiouli